# Rosemarie Müller-Streisand
Rosemarie Müller-Streisand (* 11. August 1923 in Berlin; † 26. Juni 2020 ebenda) war eine deutsche evangelische Theologin, Kirchenhistorikerin und Hochschullehrerin. 1963 wurde sie Professorin, 1969 Lehrstuhlinhaberin für Kirchengeschichte an der Humboldt-Universität zu Berlin. 1983 wurde sie emeritiert.

## Leben
Rosemarie Müller-Streisands Vater, der aus einer jüdischen Familie stammende Hugo Streisand, gründete und betrieb in Berlin-Wilmersdorf eine wissenschaftliche Buchhandlung und Antiquariat mit Schwerpunkt Wissenschaftlicher Sozialismus. Fast ihre gesamte väterliche Verwandtschaft wurde von den Nazis ermordet. Ihr Bruder war der Historiker Joachim Streisand, der sie in ihrem marxistischen Verständnis der deutschen Geschichte prägte. Sie legte 1942 ihr Abitur ab und leistete anschließend bis 1944 ihr Pflichtjahr als Haushaltshilfe ab. 1944/45 arbeitete sie als Laborgehilfin im Forschungslabor von Manfred von Ardenne. Nach dem Krieg begann sie noch 1945 mit einem Studium der Evangelischen Theologie an der Kirchlichen Hochschule in Berlin-Zehlendorf, der Universität Bonn und der Universität Göttingen. 1952 legte Müller-Streisand ihr Fakultätsexamen ab, 1953 folgte in Göttingen die Promotion bei Ernst Wolf und Hermann Dörries mit einer Arbeit zum Thema Theologie und Kirchenpolitik bei Jakob Andreae bis zum Jahre 1568. Zur Vorgeschichte des Konkordienwerkes. Danach siedelte sie in die DDR über. 1959 habilitierte sie sich an der Humboldt-Universität zu Berlin mit der Arbeit Die negative Theologie des jungen Luther in ihrer kirchenkritischen Bedeutung und wurde dort anschließend Dozentin für Kirchengeschichte. Die Ernennung zur Professorin mit Lehrauftrag erfolgte 1963, im September 1965 wurde Müller-Streisand zur Professorin mit vollem Lehrauftrag, 1969 erhielt sie schließlich einen Lehrstuhl für Kirchengeschichte an der Humboldt-Universität zu Berlin. 1983 wurde sie emeritiert. Sie forschte vor allem zur Geschichte des Protestantismus in der Frühen Neuzeit.
Müller-Streisand war mit dem Theologen Hanfried Müller verheiratet und gab mit ihm die SED-nahen Weißenseer Blätter heraus. Sie unterstützte die Kommunistische Plattform der Partei Die Linke und bezeichnete die friedliche Revolution sowie das Ende der DDR als Konterrevolution und warnte vor den Folgen einer daraus erwachsenen kapitalistischen Restauration.
Als Frau in einer männlich dominierten Theologie und Kirche selbst emanzipiert, hielt Rosemarie Müller von einer „feministischen Theologie“ nichts.
Im Auftrag der zentralen DDR-Zensurbehörde, der Hauptverwaltung Verlage und Buchhandel des Kulturministeriums, erstellte sie bis 1990 etwa 300 der insgesamt 3000 Gutachten über Buchprojekte der Evangelischen Verlagsanstalt. Sie war dabei hauptverantwortlich im Bereich der systematischen Theologie. Ihre Bewertung verhinderte unter anderem das Erscheinen eines Bandes mit einem Text von Richard Schröder. Die Vergütungen für die Gutachten wurden teilweise als „Lektoratsgebühren“ deklariert.
Das Grab Rosemarie Müller-Streisands und ihres Mannes befindet sich auf dem Berliner Zentralfriedhof Friedrichsfelde.

## Schriften
- Luthers Weg von der Reformation zur Restauration. Die kirchenkritische Theologie des frühen Luther und die Grundlagen ihrer Wandlung. Niemeyer, Halle 1964